# Karin Wollgast
Anna Karin Wollgast, senare Oby, född 30 augusti 1910 i Södertälje stadsförsamling, död 4 februari 1992 i Säby församling i Tranås, var en svensk sångtextförfattare 

## Sångtexter i urval
- Det hjälper ingalunda lej (Maria Cristina) – musik A. Ferdnanez
- Elisabeth (Broken Wings) – musik John Jerome – Bernhard Grun
- Handklaver och kärlek (Le Piano du pauvre) – musik Léo Ferré
- Lilla dumbom – musik Georg Maitland
- Liljan i dalen – musik Tord Wetterberg
- Oui, oui, oui, oui – musik Hubert Giarud
- Ankan och vallmon, Pappa Piccolino (Papaveri E Papere) – musik Vittorio Mascheroni
- Piccolissima serenata (Piccolissima serenata) – musik Gianni Ferrio
- På regnig gata (Strada 'Nfosa) – musik Domenico Modugno
- Regndropps-Serenad (Park Plaza) – musik Philip Green
- Tidig serenad (When the red red robin) – musik Harry Woods
- Tro lilla hjärta (Line) – musik Francis Lopez
- Uppå källarbacken (American patrol) – musik Frank Meacham
- Kärlek, nål och tråd (If I had a needle and thread) – musik Eve Jay
- Är du rädd rädd Robin (When the red red robin) – Harry Woods